# 生出塚古墳群
生出塚古墳群（おいねづかこふんぐん）は埼玉県鴻巣市東3丁目、東4丁目、天神5丁目外に所在する古墳群。

## 概要
生出塚古墳群は東日本最大の埴輪窯跡生出塚遺跡をともなう古墳群で40基の窯跡や2基の埴輪工房跡が確認された。古墳群は生出塚遺跡を生出塚支群、隣接する新屋敷地域の古墳群を新屋敷支群としてとらえ、両者をあわせて生出塚古墳群と総称している。

## 諸古墳

### 生出塚支群
- 生出塚1号古墳 円墳。土師器坏型土器、紡錘車、二条取突帯円筒埴輪が出土。
- 生出塚2号古墳 帆立貝形古墳と推測される。家型埴輪などが出土。
- 生出塚3号古墳 円墳。多条突帯埴輪、形象埴輪（人物頭部、馬、大刀）が出土。
- 生出塚4号古墳 円墳。埴輪窯跡を壊して築造。
- 生出塚5号古墳 円墳。
- 生出塚6号古墳
- 生出塚7号古墳
- 生出塚8号古墳
- 生出塚9号古墳
- 生出塚10号古墳
- 生出塚11号古墳
- 生出塚12号古墳
- 生出塚13号古墳
- 生出塚14号古墳
- 生出塚15号古墳
- 生出塚16号古墳
- 生出塚17号古墳
- 生出塚18号古墳

### 新屋敷支群
- 新屋敷1号古墳
- 新屋敷2号古墳
- 新屋敷3号古墳
- 新屋敷4号古墳
- 新屋敷5号古墳
- 新屋敷6号古墳
- 新屋敷7号古墳
- 新屋敷8号古墳
- 新屋敷9号古墳
- 新屋敷10号古墳
- 新屋敷11号古墳
- 新屋敷12号古墳
- 新屋敷13号古墳
- 新屋敷14号古墳
- 新屋敷15号古墳
- 新屋敷16号古墳
- 新屋敷17号古墳
- 新屋敷18号古墳
- 新屋敷19号古墳
- 新屋敷20号古墳
- 新屋敷21号古墳
- 新屋敷22号古墳
- 新屋敷23号古墳
- 新屋敷24号古墳
- 新屋敷25号古墳
- 新屋敷26号古墳
- 新屋敷27号古墳
- 新屋敷28号古墳
- 新屋敷29号古墳
- 新屋敷30号古墳
- 新屋敷31号古墳
- 新屋敷32号古墳
- 新屋敷33号古墳
- 新屋敷34号古墳
- 新屋敷35号古墳
- 新屋敷36号古墳
- 新屋敷37号古墳
- 新屋敷38号古墳
- 新屋敷39号古墳
- 新屋敷40号古墳
- 新屋敷41号古墳
- 新屋敷42号古墳
- 新屋敷43号古墳
- 新屋敷44号古墳
- 新屋敷45号古墳
- 新屋敷46号古墳
- 新屋敷47号古墳
- 新屋敷48号古墳
- 新屋敷49号古墳
- 新屋敷50号古墳
- 新屋敷51号古墳
- 新屋敷52号古墳
- 新屋敷53号古墳
- 新屋敷54号古墳
- 新屋敷55号古墳
- 新屋敷56号古墳
- 新屋敷57号古墳
- 新屋敷58号古墳
- 新屋敷59号古墳
- 新屋敷60号古墳
- 新屋敷61号古墳
- 新屋敷62号古墳
- 新屋敷63号古墳
- 新屋敷64号古墳
- 新屋敷65号古墳
- 新屋敷66号古墳
- 新屋敷67号古墳
- 新屋敷68号古墳
- 新屋敷69号古墳
- 新屋敷70号古墳
- 新屋敷71号古墳
- 新屋敷72号古墳
- 新屋敷73号古墳
- 新屋敷74号古墳
- 新屋敷75号古墳
- 新屋敷76号古墳
- 新屋敷77号古墳